# Normal, Illinois
Normal este un oraș din comitatul McLean, Illinois, Statele Unite ale Americii. La recensământul din 2020, populația orașului era de 52.736 de locuitori. Normal este cea mai mică dintre cele două municipalități principale din zona metropolitană Bloomington–Normal și a șaptea cea mai populată comunitate din Illinois din afara zonei metropolitane Chicago. Din 2022, Chris Koos este primarul lui Normal din 2003.
Campusul principal al celei mai vechi universități publice din Illinois, Illinois State University, o instituție complet acreditată de patru ani, se află în Normal, la fel și Heartland Community College, o instituție complet acreditată de doi ani. A existat, de asemenea, un campus satelit al Lincoln College, care oferea diplome de asociat, precum și programe de patru ani.